# Asylwerberheim Wölfnitz

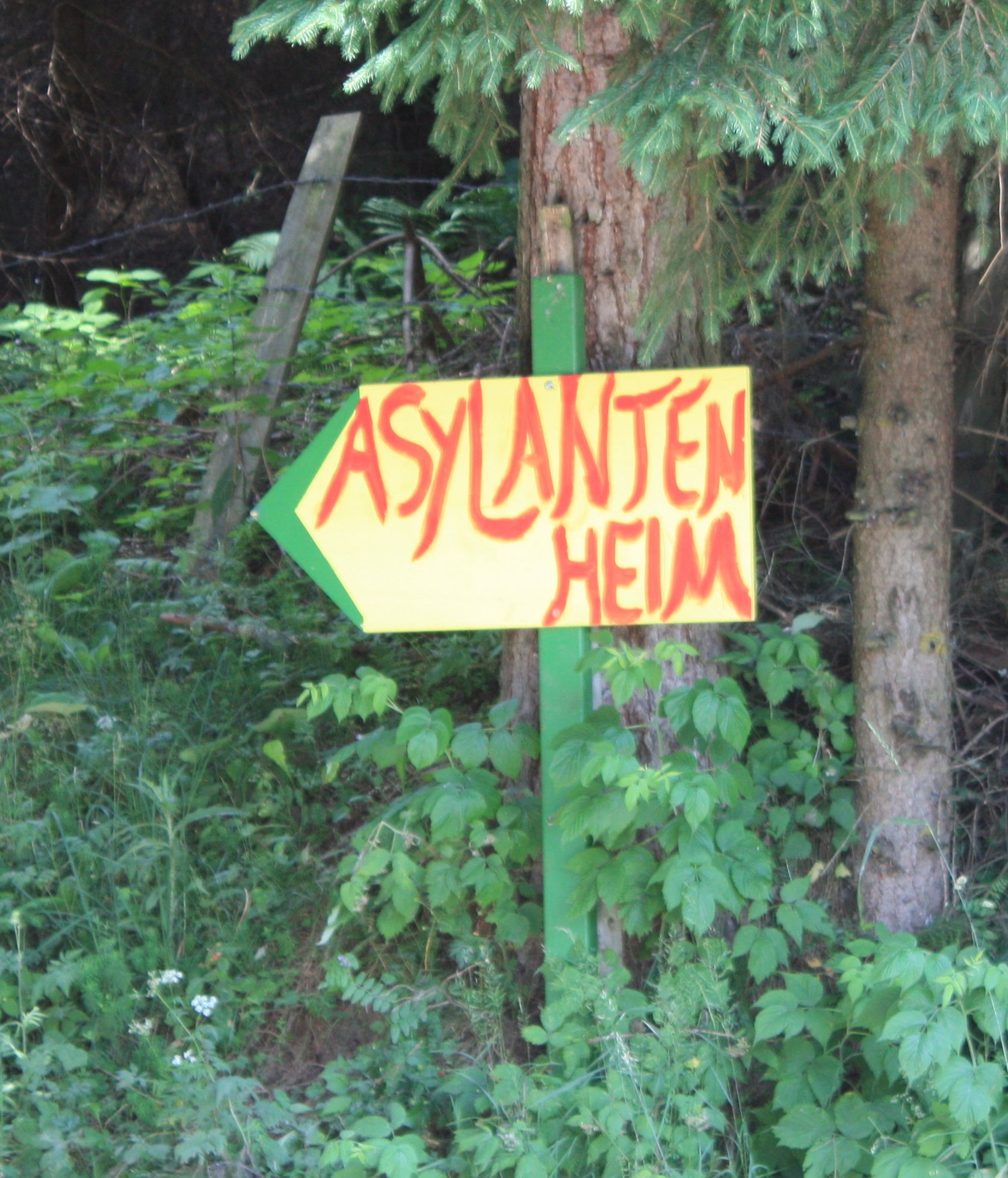
Hinweisschild zum 'Asylantenheim' in der Marktgemeinde Griffen (2010)

Das Asylwerberheim Wölfnitz war ein vom Land Kärnten nach Plänen Jörg Haiders (BZÖ) von Gerhard Dörfler (damals BZÖ, dann FPK nunmehr FPÖ Kärnten), Haiders Nachfolger als Landeshauptmann, im November 2008 eingerichtetes „Sonderquartier“ für Asylwerber in Sankt Leonhard an der Saualpe (Katastralgemeinde Wölfnitz der Marktgemeinde Griffen). Nach dem Standort auf der Saualm wurde es allgemein als das „Asylwerber-“ bzw. „Asylantenheim auf der Saualm“ und als „Sonderanstalt für mutmaßlich straffällige Asylbewerber“ national wie auch international bekannt.
Beim Asylwerberheim Wölfnitz als Gebäude handelt es sich um ein auf 1200 Höhenmeter gelegenes ehemaliges Kinder- bzw. Jugenderholungsheim. Die Unterbringung von „mutmaßlich straffälligen“ Asylbewerbern in dem entlegenen Gebäude, die Wohnbedingungen und die angeblich schlechte Behandlung und Versorgung der dort Untergebrachten führte wiederholt zu öffentlichen Diskussionen. Im Oktober 2012 wurde das Asylwerberheim geschlossen.

## Entstehung

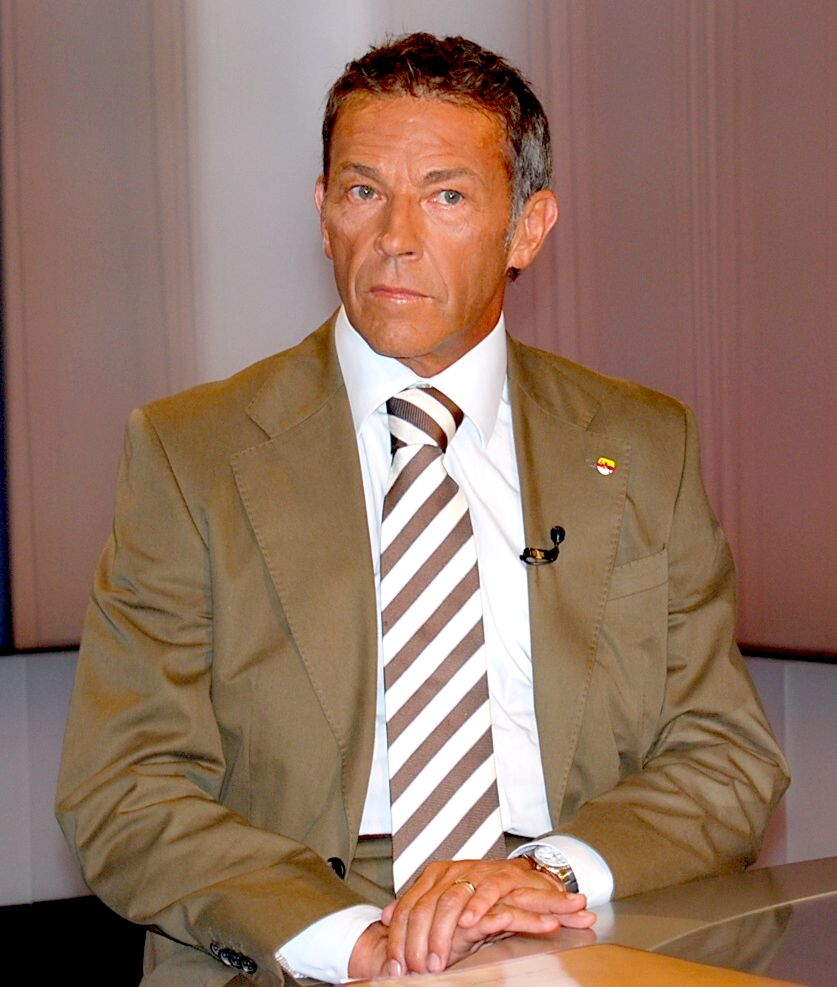
Jörg Haider 28. August 2008

Im Juli 2008 kam es zu einem Konflikt zwischen dem damaligen Kärntner Landeshauptmann Jörg Haider (BZÖ) und der damaligen Innenministerin Maria Fekter (ÖVP) über die Unterbringung mutmaßlich straffällig gewordener Asylwerber. Haider versuchte diese aus der Landesversorgung zu entlassen und im niederösterreichischen Flüchtlingslager Traiskirchen unterzubringen. Dies wurde von Fekter verhindert und am Höhepunkt der Auseinandersetzung ein Bus mit Asylwerbern an der kärntner-steirischen Grenze gestoppt.
In der Folge wurde von Haider die Überlegung angesprochen, Asylwerber an einem möglichst abgelegenen Ort unterzubringen, wobei die Unterbringung nur eine vorübergehende sein soll. Als „Endziel“ bezeichnete Haider die Ausweisung aus Österreich.

„Wir bringen kriminelle Ausländer an einen Ort bei den sieben Zwergen hinter den sieben Bergen, der entsprechend gesichert ist, damit sie niemandem etwas tun können.“

Im Oktober 2008 wurde bekannt, dass das Flüchtlingsreferat Kärnten plant, im ehemaligen Jugenderholungsheim auf der Saualpe fünfzig traumatisierte und straffällige Asylwerber unterzubringen. Der Bürgermeister der Gemeinde Griffen, Josef Müller, wandte sich an die Öffentlichkeit um dieses Vorhaben zu verhindern. Dies gelang nicht; am 24. November 2008 eröffnete der nunmehrige Landeshauptmann Gerhard Dörfler die Anstalt. Laut dem damaligen Kärntner Flüchtlingsreferenten Gernot Steiner waren schon vor der Eröffnung fünf Asylwerber in der Anstalt untergebracht.

## Weitere Entwicklung

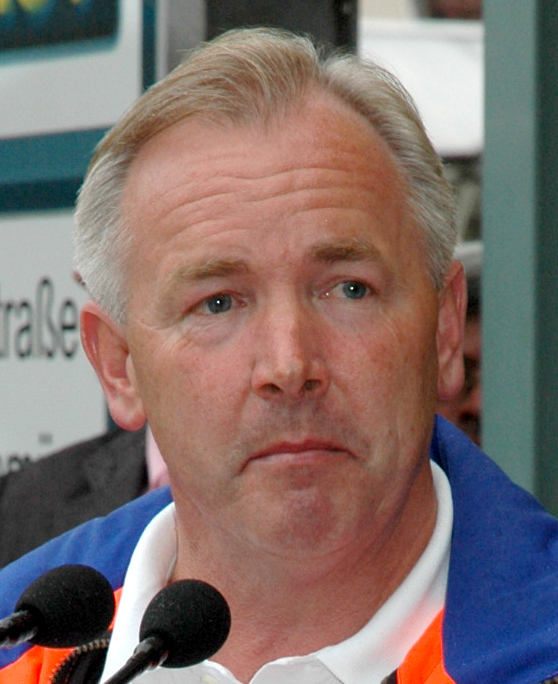
Gerhard Dörfler 13. August 2007

Kurz vor Weihnachten 2008 begaben sich 16 der 17 Asylwerber aus der Anstalt zum Flüchtlingsreferat nach Klagenfurt und gaben dort an, in der Anstalt schlecht behandelt worden zu sein. Sie betonten, nicht kriminell zu sein. 17 Kilometer zu Fuß zum nächsten Arzt seien zu viel, teilte ein Tschetschene gegenüber der APA mit. Wer nicht auf die Saualm zurückkehre, so Landeshauptmann Dörfler, der habe sein Recht auf Betreuung verwirkt. Er sprach auch von einem „inszenierten Vorweihnachtszirkus der Grünen.“ Dem damaligen Landtagsabgeordneten und späteren Landesrat der Grünen Rolf Holub wurde wegen seiner Tätigkeit für die Flüchtlinge von der in Kärnten regierenden BZÖ vorgeworfen, die öffentliche Sicherheit zu gefährden. Landeshauptmann Gerhard Dörfler erstattete Anzeige gegen ein Aktionskomitee, das sich um die Unterbringung eines Teils der von der Anstalt ausgezogenen Flüchtlinge kümmerte und begründete diesen Schritt damit, dass sich straffällig gewordene Asylwerber nun in die Anonymität flüchten könnten.
Im Februar 2009 wurde bekannt, dass die Staatsanwaltschaft Kärnten gegen den Flüchtlingsreferenten Gernot Steiner wegen Amtsmissbrauch und Verstößen gegen den Datenschutz ermittelt, da er öffentlich Auskünfte über Strafakten gegeben habe. Weiters habe er die von der Anstalt geflohenen Flüchtlinge ohne Bescheid aus der Flüchtlingsvorsorge ausgeschlossen. Die Staatsanwaltschaft bestätigte weiters, dass mindestens die Hälfte der betreffenden Flüchtlinge als unbescholten gelten und keine Anzeige vorliege.
November 2011 wurde bekannt, dass sich zu diesem Zeitpunkt kein einziger Flüchtling in der Anstalt aufhält und Betreiberin Herta Lechner und das Land Kärnten sich nicht über laufende Kosten einigen können. Jänner 2012 erklärte Landeshauptmann Dörfler die Wiedereröffnung der Anstalt und er gab an, dass seit der Inbetriebnahme des Asylheimes kriminelle Vorfälle von Asylwerbern in Kärnten zurückgegangen seien.
Juni 2012 limitierte die örtliche Wassergenossenschaft die Wasserzuteilung auf eine Belegung für 30 Personen. Dazu Heimbetreiberin Herta Lechner: 

„Ich selbst dusche nie länger als zwei Minuten. Diese Sparsamkeit ist in mir – und ich verlange von keinem Asylanten mehr als von mir selbst.“

August 2012 verlangte Innenministerin Johanna Mikl-Leitner von Landeshauptmann Gerhard Dörfler eine schriftliche Stellungnahme zu den sich erhärtenden Vorwürfen bezüglich der Anstalt. Diese wurde laut Dörfler auch übermittelt, er sehe keinen Grund für Beanstandungen beim Flüchtlingsheim. Weiters stelle er die Berechtigung der Volksanwaltschaft das Heim bezüglich Einhaltung menschenrechtlicher Standards zu überprüfen in Abrede, da es dort keinerlei Anhaltungen von Flüchtlingen gebe, die Volksanwaltschaft aber nur in jenen Institutionen ein Prüfrecht habe, wo es Anhaltungen gibt.
Beim Parteitag der FPK Anfang September 2012 setzte sich Landeshauptmann Gerhard Dörfler auch mit dem Asylwerberheim auseinander:

„Ich werde die Saualm in Heidialm umtaufen, dann wird alles gut werden.“

Am 6. September 2012 wurde die sofortige Schließung der Anstalt bekannt gegeben. Laut Dörfler sollte dieser Zustand nur vorübergehend sein: die Anstalt sei nicht winterfit gewesen und müsste saniert werden. Der grüne Landtagsabgeordnete Rolf Holub bezweifelte jedoch, dass die Anstalt jemals wieder geöffnet werden würde.

## Schließung
Am 5. Oktober 2012 teilte die neue Kärntner Flüchtlingsreferentin Barbara Gutsche mit, dass der Vertrag mit der Betreiberin Herta Lechner gekündigt wurde. Der vorherige Flüchtlingsreferent Gernot Steiner ist am 1. Oktober überraschend in Pension gegangen.
Laut Landeshauptmann Dörfler fand die Schließung wegen dort stattfindender illegaler Schächtungen statt.

## Nach der Schließung
Die Bewohner wurden auf andere Asylheime aufgeteilt, wobei zwölf von ihnen in einer Kärntner Unterkunft untergebracht wurden, auf die 2008 ein Brandanschlag mit einem Todesopfer verübt wurde. Medienberichten zufolge werden sie dort von denselben Sicherheitsleuten bewacht, gegen die es schon auf der Saualm Vorwürfe gab, und sollen weiter unwürdiger Behandlung ausgesetzt sein.
Die Journalistin Elisabeth Steiner wurde am 8. November 2012 für ihre Berichterstattung über das Asylwerberheim auf der Saualm mit dem Prälat-Leopold-Ungar-JournalistInnenpreis 2012 ausgezeichnet.
Im November 2012 wurde auf der Saualm andernorts wieder ein Asylwerberheim eröffnet. Dort können bis zu 50 Personen untergebracht werden. Das Objekt befindet sich in der Ortschaft Lamm auf der Saualm, rund einen Kilometer Luftlinie von der geschlossenen Sonderanstalt entfernt.
Im Juni 2013 wurde bekannt, dass jene Köchin, die angebliche Missstände im Heim öffentlich gemacht hatte (siehe Abschnitt Kritik) von der damaligen Betreiberin Herta Lechner aufgefordert wurde ihre Aussagen schriftlich zurückzuziehen oder verklagt zu werden. Die Köchin machte daraufhin Medien gegenüber die Angabe, ihre Aussagen nicht zu widerrufen. Im August 2013 wurde die Köchin Maria H. von der ehemaligen Betreiberin Herta Lechner wegen Kreditschädigung schließlich tatsächlich verklagt. Angelika Hödl vom Aktionskomitee für mehr Menschlichkeit meinte dazu: „Hier versucht man eine Zeugin mundtot zu machen“. Weiters wurde bekannt, dass im Zusammenhang mit dem Asylwerberheim gegen den ehemaligen Landeshauptmann Dörfler von der Korruptionsstaatsanwaltschaft wegen Untreue ermittelt wird.

## Betreiber
Laut Presseberichten vom November 2008 war zum Zeitpunkt der Eröffnung Monika Steiner mit der Firma „Steiner Beherbergungs-GmbH“ Betreiberin der Anstalt: sie hatte Gebäude und Grund von der „Arbeitsvereinigung der Sozialhilfeverbände“ (AVS) gepachtet. Im Februar 2009 wurde bekannt, dass die „Steiner Beherbergungs-GmbH“ schon seit Dezember 2008 nicht mehr Betreiber war, die AVS im Jänner den Mietvertrag gekündigt hatte und die Immobilie bis April 2009 an die AVS übergeben werden müsse.
Wer von Dezember 2008 bis Juni 2009 Betreiber der Anstalt war, ließ sich nicht eruieren.
Juni 2009 wechselte die Anstalt den Besitzer: Verkäufer war die „Arbeitsvereinigung der Sozialhilfeverbände“, Käufer die „HP Beherbergungs GmbH“, deren Geschäftsführerin Herta Lechner damit die neue Betreiberin der Anstalt wurde. Der Kaufpreis für die 15.628 Quadratmeter umfassende Liegenschaft, mit land- und forstwirtschaftlicher Nutzfläche, Bauland, Jugendheim, Wirtschafts- und Garagengebäude betrug 75.000 Euro.

## Kritik
Am 8. Oktober 2008 besuchte das UN-Flüchtlingshochkommissariat UNHCR die Anstalt und bemängelte unter anderem die fehlenden Transportmöglichkeiten vom Heim zur 13 Kilometer entfernt gelegenen Ortschaft. Sowohl soziale Kontakte, als auch Sport oder Deutschkurse seien dadurch nur erschwert zu ermöglichen und die Versorgung bei medizinischen Notfällen erweise sich als prekär. Weiters wurde Besorgnis über Folgen der Kriminalisierung einzelner unbescholtener Asylwerber für die Integration der anerkannten Flüchtlinge geäußert. Flüchtlingsreferent Gernot Steiner meinte dazu, dass sich ein Asylwerber nunmal kein Quartier aussuchen könne.
Schon vor der Eröffnung kritisierte im Juli 2008 der Verein „asylkoordination Österreich“ Landeshauptmann Jörg Haider für die laut Meinung des Vereins nach diffamierende Sprache und meinte, Haider spiele mit Assoziationen zur nationalsozialistischen Vernichtungspolitik.
Die Organisation SOS Mitmensch forderte Landeshauptmann Gerhard Dörfler im November 2008 zum Rücktritt im Zusammenhang mit der Anstalt auf. Sie bezog sich auf ein Zitat, wonach Dörfler meinte, der Schutz der einheimischen Bevölkerung vor Kriminalität sei ihm wichtiger als die Menschenrechtskonvention. Die Organisation „Aktionskomitee für mehr Menschlichkeit und Toleranz“, die sich Ende 2008 um die 16 von der Anstalt geflüchteten Menschen kümmerte, forderte im Dezember 2008 den Rücktritt des Landesflüchtlingsreferent Gernot Steiner.
Der Rechnungshof Kärnten beanstandete 2010 die Unterbringungskosten, da die mit dem Betreiber vertraglich fixierte Mindestauslastung von 25 Personen nicht erreicht würde und so die Pro-Kopf-Kosten weit über den üblichen Sätzen lägen.
Im Juni 2012 erhob der Ortspfarrer von Wölfnitz und Lamm, Johann Wornik, schwere Vorwürfe gegen die Betreiber der Anstalt: Vier ortsansässige Köchinnen der Anstalt berichteten ihm von zu wenig Essen, fauligem Obst, schimmeligen, abgelaufenen Nahrungsmitteln und mangelnder Küchenhygiene. Im Zuge dieser Vorwürfe wurde auch eine anonyme Anzeige vom 18. August 2011 bekannt, in der es ebenfalls um verdorbenes Essen in der Anstalt ging. Im August 2012 reagierte die Betreiberin Herta Lechner mit einem ORF-Interview, bei dem sie die Vorwürfe als Rache einer ehemaligen Köchin abtat.
Ebenfalls im Juni 2012 forderten Kärntner SPÖ und Grüne die Schließung der Anstalt, Grünen-Abgeordneter Holub sprach davon, dass Kärnten einen Rettungsschirm für Menschenrechte brauche, das teure Flüchtlingsheim bezeichnete er als menschenverachtende Einrichtung und Schandfleck für Kärnten. Schwere Vorwürfe erhob im Juli 2012 auch ein Security-Angestellter, der bei der Anstalt Dienst versah. So sei ein Hungerstreik von Russen nicht gemeldet worden und ihm sei aufgetragen worden im Winter nachts die Heizung abzudrehen. Im August 2012 verlangte die Organisation SOS Mitmensch Aufklärung bezüglich der Geldflüsse im Zusammenhang mit der Anstalt und forderte erneut die Schließung der Anstalt.
Am 1. September 2012 luden Pfarrer Johann Wornik und Pfarrgemeinderat Heinrich Tritthart zu einer interkonfessionellen Andacht mit anschließenden gemeinsamen Essen für eine Begegnung von Anrainern und Bewohnern des Heims zur Kirche zum heiligen Leonhard, Asylwerberheimbetreiberin Herta Lechner verweigerte jedoch den Asylwerbern die Teilnahme. Als zwei Dutzend bis 50 Personen zum Heim kamen rief die dortige private Security die Polizei. Die Heimleiterin verwies die Gruppe von dem Grundstück, weil das ihr Privatgrund sei, und lieferte sich heftige Wortwechsel mit den Besuchern. Von Asylwerbern wurde bei kurzen Gesprächen eine Reihe von Vorwürfen erhoben. Demnach verweigerte die Heimleiterin den dort Untergebrachten Arztbesuche, verwehrte ihnen notwendige Medikamente und gab schlechtes Essen aus, die Sicherheitsleute führten willkürlich Zimmerkontrollen durch, wobei sie einen Rottweiler mitführten, störten Gebete und schlugen die Bewohner.
Anfang September 2012 warf ein Ortsansässiger in einem Radiointerview des ORF-Senders Ö1 der Heimleiterin vor, die Bewohner als Leiharbeiter vermitteln zu wollen um den Profit zu steigern. Laut einem Zeitungsbericht von September 2012 mussten die Bewohner auf Betreiben der Heimleiterin selbst neue Fenster einbauen um dem Betreiber das Geld für einen fachgerechten Einbau zu sparen. Die fix verglasten Scheiben zerbarsten aber infolge von starken Gebäudespannungen. Weiters wird von wenig und teilweise verdorbenem Essen, vorenthaltenen Medikamenten, desolaten Klos sowie abgedrehtem Internet und Fernsehen berichtet – gleichzeitig gab es 2010 einen Bilanzgewinn zirka 195.000 Euro für den Heimbetreiber. Der Sondersatz von 40 Euro pro Person und Tag für mindestens 25 Personen führen dazu, dass das Land bis Juni 2014 1,77 Millionen Euro an den Betreiber überweisen muss, exklusive der Kosten für den Sicherheitsdienst.

## Saualm Reflux
Bei Saualm Reflux handelt es sich um ein Ausstellungsprojekt an der Alpen-Adria-Universität Klagenfurt (Idee und Realisation: Barbara Maier), wobei auf 50 Fahnen Bilder des umstrittenen Asylheims vom Fotografen Gerhard Maurer mit spontanen Texten österreichischer Schriftsteller wie Josef Winkler, Peter Handke, Peter Turrini, Silke Hassler, Antonio Fian und anderen versehen wurden. Im November 2012 wurde die Ausstellung von mutmaßlichen Neonazis verunstaltet, Aufkleber der „Volkstod“-Bewegung und des Ringes Freiheitlicher Jugend wurden an die Fahnen angebracht.